# Wirt County
Wirt County ist ein County im Bundesstaat West Virginia der Vereinigten Staaten. Der Verwaltungssitz (County Seat) ist Elizabeth. Das U.S. Census Bureau hat bei der Volkszählung 2020 eine Einwohnerzahl von 5.194 ermittelt.

## Geographie
Das County liegt nordwestlich des geographischen Zentrums von West Virginia und hat eine Fläche von 608 Quadratkilometern, wovon fünf Quadratkilometer Wasserfläche sind. Es grenzt im Uhrzeigersinn an folgende Countys: Wood County, Ritchie County, Calhoun County, Roane County und Jackson County.

## Geschichte
Wirt County wurde am 19. Januar 1848 aus Teilen des Jackson County und des Wood County gebildet. Benannt wurde es nach William Wirt, einem nordamerikanischen Autor, Staatsmann und Generalstaatsanwalt.

## Demografische Daten

Alterspyramide des Wirt County

Nach der Volkszählung im Jahr 2000 lebten im Wirt County 5.873 Menschen in 2.284 Haushalten und 1.699 Familien. Die Bevölkerungsdichte betrug 10 Einwohner pro Quadratkilometer. Ethnisch betrachtet setzte sich die Bevölkerung zusammen aus 98,55 Prozent Weißen, 0,29 Prozent Afroamerikanern, 0,20 Prozent amerikanischen Ureinwohnern, 0,10 Prozent Asiaten und 0,10 Prozent aus anderen ethnischen Gruppen; 0,75 Prozent stammten von zwei oder mehr Ethnien ab. 0,31 Prozent der Bevölkerung waren spanischer oder lateinamerikanischer Abstammung.
Von den 2.284 Haushalten hatten 35,2 Prozent Kinder und Jugendliche unter 18 Jahre, die bei ihnen lebten. 61,5 Prozent waren verheiratete, zusammenlebende Paare, 8,9 Prozent waren allein erziehende Mütter, 25,6 Prozent waren keine Familien, 22,2 Prozent waren Singlehaushalte und in 11,6 Prozent lebten Menschen im Alter von 65 Jahren oder darüber. Die Durchschnittshaushaltsgröße betrug 2,56 und die durchschnittliche Familiengröße lag bei 2,97 Personen.
Auf das gesamte County bezogen setzte sich die Bevölkerung zusammen aus 25,4 Prozent Einwohnern unter 18 Jahren, 7,6 Prozent zwischen 18 und 24 Jahren, 29,6 Prozent zwischen 25 und 44 Jahren, 24,4 Prozent zwischen 45 und 64 Jahren und 13,0 Prozent waren 65 Jahre alt oder darüber. Das Durchschnittsalter betrug 38 Jahre. Auf 100 weibliche Personen kamen 100,2 männliche Personen. Auf 100 Frauen im Alter von 18 Jahren oder darüber kamen statistisch 97,0 Männer.
Das jährliche Durchschnittseinkommen eines Haushalts betrug 30.748 USD, das Durchschnittseinkommen der Familien betrug 33.872 USD. Männer hatten ein Durchschnittseinkommen von 29.088 USD, Frauen 17.965 USD. Das Prokopfeinkommen betrug 14.000 USD. 17,0 Prozent der Familien und 19,6 Prozent der Bevölkerung lebten unterhalb der Armutsgrenze. Davon waren 25,6 Prozent Kinder oder Jugendliche unter 18 Jahre und 13,9 Prozent waren Menschen über 65 Jahre.